# ドレスデン・ドールズ
ドレスデン・ドールズ (The Dresden Dolls)は、アメリカ合衆国マサチューセッツ州出身のパンク・ロックバンドである。ボーカル＆ピアノとドラムのみの男女二人編成。

## メンバー
- アマンダ・パーマー (Amanda Palmer) - ピアノ、ボーカル
  - 4歳からピアノ、9歳から作曲を始める。学生の頃には舞台、デザイン等のアート活動を経験。現在はソロ活動も行っている。ハーバード・ロー・スクールに設立されたバークマン・センターのフェローでもある[1]。

- ブライアン・ヴィグリオーネ (Brian Viglione) -ドラム
  - 4歳からドラムを始める。

## 概要・来歴
2003年にアマンダが主催するEight Foot Recordsよりデビューアルバム『ザ・ドレスデン・ドールズ』を発表。ほぼ自主発表の状態ながら評判が高く、翌年には大手レーベルであるロードランナー・レコードより再リリースされた。
2005年ナイン・インチ・ネイルズのワールドツアーにてサポート・アクトを務め、さらに話題を呼んだ。同年にはフジロックフェスティバルにも出演した。
ステージでは、息の合ったシアトリカルなパフォーマンスを披露している。

## ディスコグラフィー
- Eight Foot Records（アマンダ・パーマー主催のインディ・レーベル）
  - ザ・ドレスデン・ドールズ (The Dresden Dolls) （2003年）
- ロードランナー・レコード
  - ザ・ドレスデン・ドールズ (The Dresden Dolls) （2004年、再リリース）
  - イエス、ヴァージニア (Yes, Virginia...) （2006年）

## 日本公演
- 2005年 フジ・ロック・フェスティバル
- 2006年 9月7日 duo Music Exchange（東京）